# 聖馬克斯 (印第安納州)
聖馬克斯（英語：Saint Marks）是位於美國印地安納州杜波伊斯縣的一個非建制地區。該地的面積和人口皆未知。